# Aspilota korsakovi
Aspilota korsakovi är en stekelart som beskrevs av Sergey A. Belokobylskij 2007. Aspilota korsakovi ingår i släktet Aspilota och familjen bracksteklar. Inga underarter finns listade.